# シルバーウルフ (キックボクシングジム)
K-1ジム三軒茶屋 シルバーウルフ（K-1 GYM Sangen-Jaya Silver Wolf）は、東京都世田谷区太子堂に所在するキックボクシングのジム。最寄り駅は三軒茶屋駅。

## 概要
元K-1世界王者の魔裟斗のジムである。
K-1 WORLD MAX 2010 日本チャンピオン長島☆自演乙☆雄一郎が上京後に練習拠点としていることでも知られている。
このジムは、タイガーマスクを引退した佐山聡が1985年にスーパータイガージムを設立してシューティング（現：修斗）を立ち上げたところでもある。
村越優汰、皇治、城戸康裕など他ジム所属のファイターも度々出稽古に訪れていた。2014年からK-1傘下のジムになったためK-1との契約を解除した選手はジム内での練習ができない規則になっている。

## 所属選手
- 魔裟斗（引退、現：解説者、タレント）
- 大宮司進（引退、現：トレーナー）
- MASAOMI
- 國安浩史
- 塚越仁志
- 山崎陽一
- 左右田泰臣
- 戸邊隆馬
- 藤橋光
- KANA
- 松本日向
- 菅原美優